# Eugen Huth
Eugen Huth (* 16. Februar 1901 in Vohwinkel, heute ein Stadtteil von Wuppertal; † 3. Juli 1976 in Wuppertal) war ein deutscher Politiker der CDU.
Nach dem Besuch der Realschule absolvierte Huth, der der Freien Evangelischen Gemeinde angehörte, eine Buchdruckerlehre. Nach der Meisterprüfung gründete er mit der Eugen Huth KG eine eigene Druckerei in Vohwinkel. 
In der Weimarer Republik schloss sich Huth dem Christlich-Sozialen Volksdienst (CSVD) an, für den er 1930 erfolglos zum Reichstag kandidierte. Im Zweiten Weltkrieg war er Soldat. 
1945 beteiligte er sich an der Gründung der CDU, deren Kreisvorsitzender er 1947 wurde. Huth war Mitglied der Wuppertaler Stadtvertretung an und dort Vorsitzender der CDU-Fraktion. Er gehörte von 1949 bis 1961 dem Deutschen Bundestag an, in den er stets im Wahlkreis Wuppertal II direkt gewählt wurde.
1967 wurde ihm der Ehrenring der Stadt Wuppertal verliehen.